# Gonophora chalybeata
Gonophora chalybeata es una especie de insecto coleóptero de la familia Chrysomelidae. Fue descrita en 1858 por Baly.